# Berufsausbildung

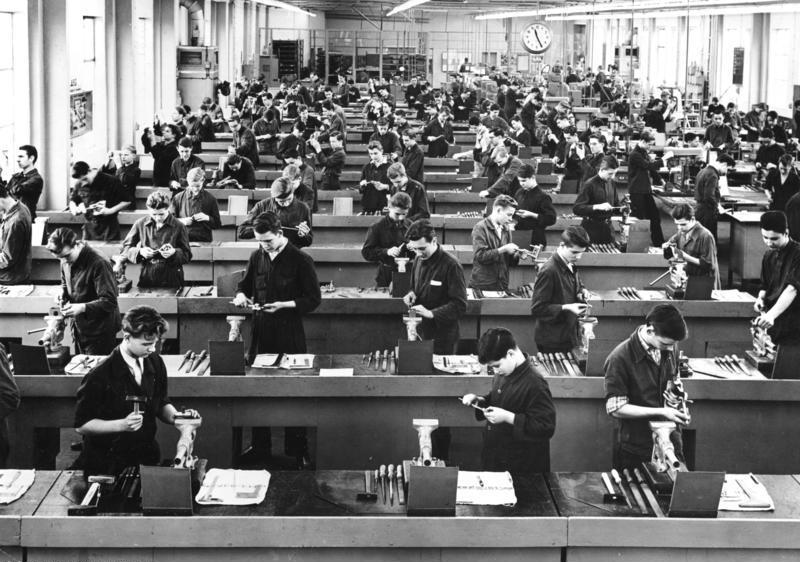
AEG-Lehrwerkstatt Mülheim-Saarn (1956)

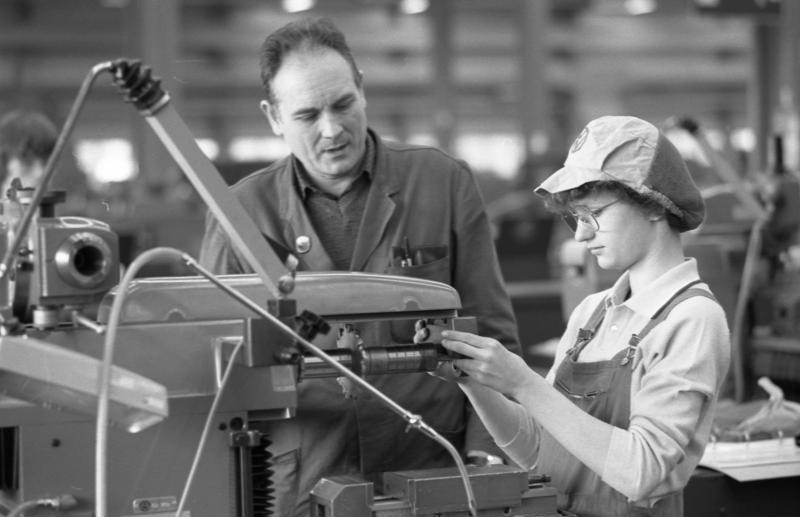
Lehrwerkstatt im Volkswagenwerk Wolfsburg (1981)

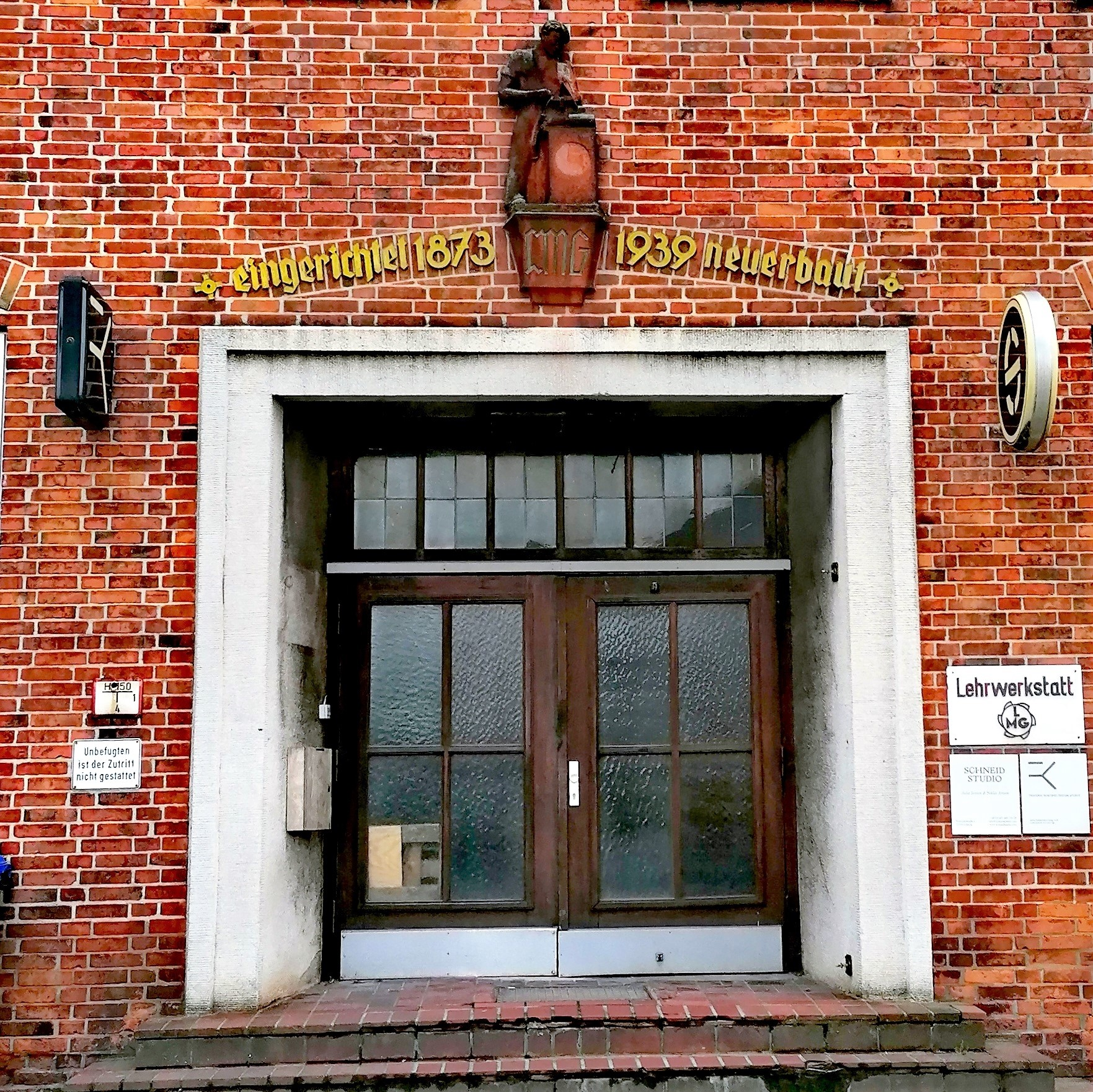
Zugang zur einstigen Lehrwerkstatt der Lübecker Maschinenbau Gesellschaft

Als Berufsausbildung (auch berufliche Bildung) wird im weiteren Sinne jede Ausbildung bezeichnet, die jemanden dazu befähigt, einen Beruf auszuüben. Nicht zur Berufsausbildung gehört damit u. a. die berufliche Weiterbildung, da deren Ziel lediglich ist, das Wissen und die Fertigkeiten der Person an geänderte Anforderungen anzupassen.
Im engeren Sinne (umgangssprachlich Ausbildung, früher und in Österreich Lehre, „Berufliche Grundbildung“ in der Schweiz) bezeichnet der Begriff nur solche Ausbildungen wie die, die in deutschsprachigen Ländern im Rahmen einer staatlich anerkannten dualen Ausbildung stattfinden. Diese besteht aus einer betrieblichen Ausbildung sowie in Deutschland immer auch aus einer schulischen Ausbildung an einer Berufsschule. Damit sind sie abgegrenzt von allen Formen eines Studiums (auch dem Dualen Studium, da deren schulischer Teil an einer Hochschule stattfindet). Dieser Artikel befasst sich nur mit der Berufsausbildung im engeren Sinne. Ein Mensch, der sich in einer solchen Berufsausbildung befindet, wird als Auszubildender oder Lehrling bezeichnet.

## Ziel
Die (duale) Berufsausbildung in Deutschland soll die „berufliche Handlungsfähigkeit“ vermitteln (§ 1 Abs. 3 BBiG). Die Berufsbildung in der Schweiz fördert und entwickelt ein System, „das den Einzelnen die berufliche und persönliche Entfaltung und die Integration in die Gesellschaft, insbesondere in die Arbeitswelt, ermöglicht“ (Art. 3 Buchst. a BBG). Die betriebliche Ausbildung wird durch eine theoretische Wissensvermittlung in einer Berufsschule und/oder außerbetriebliche Bildungseinrichtungen ergänzt (Duale Ausbildung).
In Deutschland kennzeichnet sich die duale Berufsausbildung durch dessen Durchführung in einem geordneten Ausbildungsgang, der Vermittlung einer breit angelegten beruflichen Grundbildung, der Vermittlung der für die Ausübung einer beruflichen Tätigkeit notwendigen fachlichen Fertigkeiten und Kenntnisse sowie dem Erwerb der dafür erforderlichen Berufserfahrung.

## Internationale Anerkennung
Innerhalb der Europäischen Union (EU) und des Europäischen Wirtschaftsraums (EWR) wird ein in einem anderen Staat der EU bzw. des EWR erreichter Berufsabschluss anerkannt, soweit er dort zur Ausübung eines bestimmten Berufs berechtigt und die dort absolvierte Ausbildung nicht wesentlich anders verläuft als in dem Staat, in dem die Berufstätigkeit – als Arbeitnehmer oder als Selbständiger – ausgeübt werden soll. Rechtsgrundlage ist die Richtlinie 2005/36/EG über die Anerkennung von Berufsqualifikationen, die von den Mitgliedsstaaten bis Oktober 2007 in nationales Recht umzusetzen war.

## Allgemeine Schulbildung in der Berufsausbildung
In der ehemaligen DDR existierte das Modell der Berufsausbildung mit Abitur. Dieses ermöglichte das Erreichen der Allgemeinen Hochschulreife sowie dem gleichzeitigen Erhalt eines Facharbeitersbriefes.
Ähnliche Modelle zur Erlangung der (Fach-)Hochschulreife während der Berufsausbildung (sogenannte Doppelqualifizierung oder BerufsAbitur) finden sich heutzutage in Baden-Württemberg, Bayern (Berufsschule plus), Berlin, Bremen, Nordrhein-Westfalen, Rheinland-Pfalz und Sachsen.
Manche allgemeinbildende Schulen verfügen über dieselben Einrichtungen und qualifiziertes Lehrpersonal wie Berufsschulen und Lehrwerkstätten in Ausbildungsbetrieben. Hierbei kann beispielsweise an einem Nachmittag pro Woche ausgebildet werden.
Somit ist es möglich mit erfolgreichen Projektarbeiten und zusätzlichem Fachunterricht nach dem Abitur und weiterer praktischer Tätigkeit die Gesellenprüfung abzulegen.

## Deutschland

### Gesetzliche Regelungen
Das Berufsbildungsgesetz (BBiG) bildet die grundlegende Regelung der Berufsausbildung in Deutschland. Einige Berufe, insbesondere Berufe im medizinischen Bereich (Gesundheitsfachberufe), sind in speziellen Gesetzen geregelt (beispielsweise Krankenpflegegesetz, Altenpflegegesetz, Physiotherapeutengesetz, Notfallsanitätergesetz). Des Weiteren setzen die Ausbildungsverordnungen der jeweiligen Berufsausbildungen die bundeseinheitlichen Standards fest.
Seit 2020 legt das Berufsbildungsgesetz mit dem § 17 Abs. 2 BBiG eine Mindestvergütung fest, welche nicht unterschritten werden darf.

### Gestaltung
Die überwiegende Mehrheit der Berufsausbildungen wird im dualen Berufsausbildungssystem durchgeführt, wobei die rechtlich jeweils voneinander unabhängigen Ausbildungsbetriebe und Berufsschulen zusammenarbeiten müssen, um die optimale berufliche Qualifizierung der Lehrlinge (Auszubildenden) zu gewährleisten. Die Berufsausbildung kann auch in vollschulischer Ausbildung erfolgen, u. a. in einer Berufsschule, Berufsfachschule.
Eine überbetriebliche Ausbildung als Teil des betrieblichen Ausbildungsabschnittes ergänzt oftmals die jeweilige Berufsausbildung.
Nach der Berufsausbildung besteht in den meisten Bundesländern weiterhin die Möglichkeit einen Hochschulzugang zu erwerben. Die Hochschulreife kann an Berufsoberschulen erworben werden. Die Fachhochschulreife kann z. B. in Baden-Württemberg an einem Berufskolleg erworben werden. Diese Arten der Ausbildungsgänge können nach dem BAföG gefördert werden.

### Aufgaben der zuständigen Stelle
Die nach den Berufsbildungsgesetzen zuständigen Stellen (u. a. Industrie- und Handelskammern und Handwerkskammern) verfolgen eine Vielzahl von Aufgaben.
Sie entscheiden unter anderem über eine Verkürzung oder Verlängerung der Ausbildungszeit sowie über die Zulassung zur Abschlussprüfung oder zu Fortbildungsprüfungen (z. B. Meisterprüfungen). Weiterhin errichten sie Prüfungsausschüsse und erlassen Prüfungsordnungen und führen die Zwischen-, Abschluss- und Meisterprüfungen durch. Ebenfalls sind sie zuständig für die Überwachung über die Durchführung der Berufsausbildung und die berufliche Umschulung, die Eignung von Ausbildungsstätten und Ausbildern festzustellen und das Verzeichnis der Berufsausbildungsverhältnisse (z. B. Lehrlingsrolle) zu führen. Des Weiteren sind sie beratend für Ausbildende und Auszubildende tätig und bestellen Ausbildungsberater.

### Anerkennung ausländischer Berufsabschlüsse
Staatsangehörige der Europäischen Union, die ihre Berufsqualifikation in einem Mitgliedsstaat erworben haben, haben durch die EU-Berufsanerkennungsrichtlinie freien Zugang zu ihrem Beruf – unter denselben Voraussetzungen wie Inländer. Die EU-Berufsanerkennungsrichtlinie gilt ebenso für Bürger des Europäischen Wirtschaftsraums (EWR) und der Schweiz.
Für Angehörige von Drittstaaten sah das bis zum 1. April 2012 in den meisten Berufen anders aus. Am 1. April 2012 ist das sogenannte Anerkennungsgesetz in Kraft getreten, das Gesetz zur Verbesserung der Feststellung und Anerkennung im Ausland erworbener Berufsqualifikationen. Mit ihm wurden die Verfahren zur Bewertung ausländischer Berufsqualifikationen im Zuständigkeitsbereich des Bundes insgesamt weiter geöffnet. Das Gesetz verfolgt den Zweck einer „besseren Nutzung von im Ausland erworbenen Berufsqualifikationen für den deutschen Arbeitsmarkt, um eine qualifikationsnahe Beschäftigung zu ermöglichen“. Begleitend zum Gesetz hat das Bundesministerium für Bildung und Forschung das Online-Portal Anerkennung in Deutschland ins Leben gerufen. Hier können Personen mit einem ausländischen Berufsabschluss die für die Anerkennung ihrer Qualifikation zuständige Stelle recherchieren und sich über das Verfahren und die rechtlichen Grundlagen informieren.

## Österreich
Die Berufsausbildung in Österreich wird ebenfalls überwiegend im dualen Berufsausbildungssystem durchgeführt.
In Österreich gibt es 210 (Stand 1. Mai 2023) anerkannte Lehrberufe, deren Ausbildungen zwischen zwei und vier Jahren dauern. Die meisten Lehrberufe sind dreijährig. Nach dem Abschluss der Pflichtschule besteht eine Ausbildungspflicht bis zum 18. Lebensjahr.
Rund 40 % der österreichischen Jugendlichen machen nach dem Ende ihrer neunjährigen Unterrichtspflicht eine Lehre, viele andere besuchen eine berufsbildende Schule. Das Eintrittsalter ist nach oben nicht beschränkt.
Die Lehrlingsausbildung in Österreich gliedert sich in zwei Bereiche: Die Ausbildung im Betrieb und der Besuch der entsprechenden Berufsschule. Dabei steht der Lehrling in einem Ausbildungsverhältnis mit einem Lehrbetrieb. Gleichzeitig besucht er eine Berufsschule.
Den größten Teil (80 %) der Lehrzeit umfasst die betriebliche Ausbildung, in der die berufsspezifischen Kenntnisse und Fertigkeiten vermittelt werden. Die restlichen 8–12 Wochen (je nach Berufsgruppe) verbringt der Lehrling in der jeweiligen Berufsschule, wo das fachtheoretische Grundwissen vermittelt und die Allgemeinbildung erweitert wird.
Die Lehrlingsausbildung endet mit dem Ablauf der Lehrzeit. Die bestandene Lehrabschlussprüfung ist Voraussetzung, sich weiterzubilden. Betriebliche Ausbilder und Berufsschullehrer nehmen diese Lehrabschlussprüfung ab, wobei das Schwergewicht dabei auf den praktischen Fertigkeiten und Kenntnissen liegt.
Als Besonderheit kennt Österreich die Doppellehre, in der zwei teilweise verwandte Berufe (Beispiel: Koch – Restaurantfachmann) gleichzeitig erlernt werden können.

## Schweiz
In der Schweiz entscheiden sich circa 2/3 der Jugendlichen für eine Berufsausbildung. Nach der neunjährigen obligatorischen Schulzeit beginnen die Jugendlichen eine Berufsausbildung bei einer Firma. Nur etwa 20 Prozent der Schüler besuchen ein Gymnasium, um danach meist ein Studium zu beginnen. Natürlich gibt es auch Berufsausbildungen, für deren Antritt man besondere Voraussetzungen erfüllen muss. So muss man für die Ausbildung zum Polizisten mindestens 18 sein und bereits eine abgeschlossene Berufsausbildung oder bestandene Matura vorweisen.
In den letzten Jahren ihrer Schulzeit informieren sich die Schüler über die verschiedenen Berufe und absolvieren in der Oberstufe verschiedene Schnupperlehren (Kurzpraktikum). Diese dienen dazu, den Beruf aktiv zu erleben, den Betrieb kennenzulernen, und ermöglichen der Firma sich ein Bild über den Schüler zu machen. Die meist 15- bis 16-jährigen Schüler bewerben sich daraufhin bei verschiedenen Firmen für den von ihnen ausgesuchten Beruf. Lernende ausbilden darf, wer einen Meisterbrief (eidg. Diplom) bzw. den Berufsbildnerkurs absolviert hat. In größeren Lehrbetrieben wird häufig ein Lehrlingsausbildner angestellt, welcher für die Ausbildung von einigen Lernenden seines Fachgebiets zuständig ist. In kleinen Betrieben übernimmt die Funktion des Ausbildners oft der Geschäftsführer selbst.

### Aufbau

Das duale Berufsbildungssystem der Schweiz (2016, Quelle: SBFI)

Der Begriff der Beruflichen Grundbildung («Lehre») wird für eine Erstausbildung von zwei, drei oder vier Jahren benutzt. Der erfolgreiche Abschluss einer drei- oder vierjährigen Beruflichen Grundbildung führt zur Erlangung eines Eidgenössischen Fähigkeitszeugnisses (EFZ), welches die vom Berufsbildungsamt (in Absprache mit dem jeweiligen Gewerbeverband) definierte fachliche Reife bestätigt. Zweijährige Berufliche Grundbildungen werden auch als Attestausbildung bezeichnet, womit nach erfolgreichem Abschluss das Eidgenössische Berufsattest (EBA) erlangt werden kann.
Eine berufliche Grundbildung ist in der Schweiz auf einem triadischen (= dreiteiligen) System aufgebaut, welches drei unterschiedliche Lernorte umfasst: Lehrbetrieb, Berufsfachschule und Überbetriebliche Kurse (ÜK). Das Ziel ist es, nebst dem Vermitteln fachspezifischer und allgemeinbildender Kenntnisse das in der Schule erworbene Wissen an das Praktische zu knüpfen. Die Überbetrieblichen Kurse haben zum Ziel, beides innerhalb eines bestimmten Themenschwerpunktes zu vermitteln. Der berufsspezifisch-praktische Teil und der schulisch-theoretische Teil finden mit wenigen Ausnahmen parallel zueinander statt, indem die Lernenden ein bis drei Tage (je nach Beruf, Lehrjahr und je nachdem, ob die BMS besucht wird) pro Woche eine Berufsfachschule besuchen und die restlichen Tage in ihrem Lehrbetrieb arbeiten. In einigen Berufen (z. B. Landwirt oder Geomatiker) findet der schulische Teil in Blockkursen statt.
Die Berufliche Grundbildung ist gekoppelt, was bedeutet, dass die Berufsfachschule nur mit der entsprechenden Lehrstelle besucht werden darf.

#### Der praktische Teil
Die Ausbildung im Lehrbetrieb hat zum Ziel, alle praktischen Fähigkeiten zu erlernen, die man später für die Ausübung des Berufs braucht. Für nahezu alle Berufe werden parallel zur Ausbildung Kurse von den entsprechenden Berufsverbänden durchgeführt (Überbetriebliche Kurse), deren Teilnahme obligatorisch ist. Nach erfolgter Grundausbildung arbeiten die Lernenden häufig in unterschiedlichen Abteilungen, um unterschiedliche Aspekte des Berufes kennenzulernen. Je nach Ausbildungsstand beginnen die Lernenden, die Aufgaben eines Angestellten zu übernehmen.
Ein Lehrlingslohn ist stark von der Branche abhängig und steigt mit jedem Jahr der Ausbildung an. Im ersten Jahr beträgt er einige hundert Franken, im letzten bis zu einem Viertel des Lohns eines ausgelernten Mitarbeiters. Die Löhne werden von den entsprechenden Branchen festgelegt und werden vom Amt für Berufsbildung des jeweiligen Kantons abgesegnet.

#### Die Berufsfachschule
Auszubildende besuchen während der ganzen Ausbildungszeit an ein bis drei Tagen die Woche eine Berufsfachschule. Die Fächer unterscheiden sich stark nach Beruf. In technischen Berufen wird meist ein halber Tag für Allgemeinbildung (ABU, Sprachen, Sport) verwendet und der Rest für fachspezifische Fächer. Da in kaufmännischen Berufen auf die Erlernung von Sprachen ein höherer Wert gelegt wird, entfällt für KV-Lernende der Allgemeinbildende Unterricht (ABU).

#### Qualifizierende Schlussprüfung
Am Ende einer beruflichen Grundbildung werden praktische und theoretische Fähigkeiten in einer qualifizierenden Schlussprüfung (ehemals LAP = Lehrabschlussprüfung) getestet. Wer diese besteht, erhält bei einer anerkannten Lehre das Eidgenössische Berufsattest (zweijährige berufliche Grundbildungen) bzw. das Eidgenössische Fähigkeitszeugnis (drei- und vierjährige berufliche Grundbildungen).
Angelehnt an das modulare Bologna-System der Hochschulen, finden bei vielen Ausbildungen Teilabschlussprüfungen bereits nach zwei Jahren statt.

### Berufsmaturität
Es ist den Lernenden freigestellt, falls sie die Aufnahmeprüfung bestehen und der Ausbildungsbetrieb einverstanden ist, parallel zur Lehre eine lehrbegleitende Berufsmatura zu absolvieren. Die Berufsmatura nimmt meist einen Tag in der Woche in Anspruch. Während des Besuchs der Berufsmaturitätsschule wird der allgemeinbildende Teil der Berufsfachschule erlassen.
Die Berufsmatura kann auch nach der Lehre nachgeholt werden, was unter dem Begriff «BMS 2» verstanden wird.
Es gibt für die verschiedenen Berufsgebiete unterschiedliche Berufsmaturen:
- Technische Berufsmatura
- Gewerbliche Berufsmatura
- Kaufmännische Berufsmatura
- Gesundheitlich-Soziale Berufsmatura
- Landwirtschaftliche Berufsmatura
- Gestalterische Berufsmatura
- Naturwissenschaftliche Berufsmatura

Mit der Berufsmatura hat man die Möglichkeit, sich an einer Fachhochschule der jeweiligen Richtung prüfungsfrei einzuschreiben.
Das Studieren an einer Universität oder der ETH ist prüfungsfrei nach Abschluss der Fachhochschule meist unter Auflagen möglich. Wer direkt mit der Berufsmatura ein Fach studieren will, das nicht an Fachhochschulen angeboten wird, kann dies nach einem sogenannten Passerellenjahr mit bestandenen Ergänzungsprüfungen machen.

### Passerelle
Nach bestandener Berufsmaturität steht es Schülern mit einem guten Notendurchschnitt frei, zusätzlich die Passerelle zu absolvieren, die zur Aufnahme an Schweizer Universitäten berechtigt. Sie dauert 1 Jahr. Zu beachten ist, dass die Passerelle lediglich eine Ergänzungsprüfung zur Berufsmatura ist, die zur Aufnahme an Schweizer Universitäten berechtigt. Ausländische Universitäten sind nicht dazu verpflichtet diese anzuerkennen.

### Matura für Erwachsene
Schüler, die für die Passerelle einen unzureichenden Notendurchschnitt in der Berufsmatura haben oder die offizielle Schweizer Maturaprüfung absolvieren wollen, haben die Möglichkeit, sich an einer Maturitätsschule für Erwachsene auf die Maturaprüfung vorzubereiten. Die Matura für Erwachsene dauert üblicherweise 3½ Jahre. Sie kann als Ganztag-, Halbtags- oder Samstagsschule absolviert werden. Schüler mit abgeschlossener Berufsmatura können unter gewissen Umständen später in den Unterricht einsteigen.

## Belgien (Deutschsprachige Gemeinschaft)

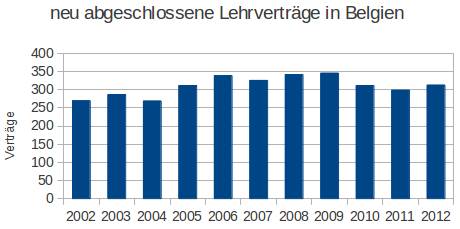
Neu abgeschlossene Lehrverträge in Belgien im jeweiligen Jahr

Im deutschsprachigen Teil Belgiens gibt es Berufslehren. Angeboten werden über 45 Lehrberufe. Das Ausbildungssystem ist dual, ergänzt um eine Überbetriebliche Ausbildung. Die Lehre dauert üblicherweise drei Jahre. Die Lehrlinge enthalten eine Lehrlingsentschädigung. Die Berufsschule wird an ein bis zwei Tagen die Woche besucht.
Nach erfolgreichem Abschluss erhält der Lehrling das Gesellenzeugnis. Das Praktikerzertifikat bestätigt die Beherrschung des Berufes, aber Lücken in der Allgemeinbildung. Das Teilzertifikat zertifiziert einzelne Qualifikationen.
Die Aufsichtsbehörde ist das IAWM (Institut für Aus- und Weiterbildung).
Mindestalter bei Lehrbeginn ist für die meisten Berufe 15 Jahre, Höchstalter für den Beginn einer Lehre ist 29 Jahre.
Für Kfz-Mechaniker besteht die Möglichkeit, zusätzlich zum belgischen Abschluss auch zugleich den niederländischen und den deutschen zu erwerben (Stichwort Tridiplomierung).
Die Meisterausbildung existiert in Belgien ebenfalls.

## Niederlande

Bildungssystem der Niederlande

Etwa 50 % der niederländischen Jugendlichen wechseln nach Ende der ersten Stufe (Basisschool und Basisvorming) in die voorbereidend middelbaar beroepsonderwijs (vmbo) und damit Berufsbildung.
Die eigentliche Berufsausbildung (middelbaar beroepsonderwijs – MBO) hat ein Mindestalter von 16 Jahren.
Den Jugendlichen steht zur Wahl, ob sie ihre Ausbildung in einem Betrieb (berufsbegleitende Variante, Beroepsbegeleidende Leerweg – BBL) machen oder an einer Berufsschule (berufsausbildende Variante, Beroepsopleidende Leerweg – BOL). Formal sind die Berufe und Abschlüsse identisch. Die berufsausbildende Variante umfasst auch Betriebspraktika. Zwei von drei Lernenden gehen den berufsausbildenden Weg, einer von drei Lernenden den berufsbegleitenden Weg.
Die berufsausbildende Variante kostet ab dem 18. Lebensjahr Schulgeld, davor gehört sie zur Schulpflicht und ist damit kostenlos. In der berufsbegleitenden Variante erhält der Lernende vom Betrieb eine Lehrentschädigung.
Die Ausbildung setzt sich aus Teilqualifikationen zusammen, die für sich geprüft und abgeschlossen werden. Eine Abschlussprüfung entfällt dadurch.
Der Abschluss hat jeweils ein bestimmtes Level:
- Level 1: Assistentenlevel. Dauer: sechs Monate bis ein Jahr
- Level 2: Berufliche Grundausbildung. Dauer: zwei bis drei Jahre
- Level 3: Berufliche Bildung. Dauer: zwei bis vier Jahre
- Level 4: Ausbildung für das mittlere Management. Dauer: drei bis vier Jahre und Weiterbildung zum Spezialisten, Dauer: ein bis zwei Jahre.

Wobei Level 1 und 2 keine Zulassungsvoraussetzungen haben. Level 4 berechtigt zur Höheren Berufsbildung (Hoger Beroepsonderwijs – HBO) an einer Fachhochschule (Hogescholen).
Für Deutsche, die grenznah leben und zudem Niederländisch in der Schule hatten, stellt das niederländische System ebenfalls eine Alternative dar.

## Frankreich
In Frankreich hat die (duale) Berufsausbildung einen viel geringeren Stellenwert als im deutschsprachigen Raum. An ihrer Stelle stehen diverse Fachschulen, technische Schulen und Hochschulen.
Im handwerklichen Bereich existiert aber ein System der Berufsausbildung (apprentissage, formation professionnelle). Die Gesellen sind in der association ouvrière des Compagnons du devoir zusammengeschlossen.
Da die Ausbildung auch in Deutschland anerkannt ist, kann es bei entsprechenden Französischkenntnissen auch für deutsche Schüler interessant sein, die Ausbildung in Frankreich zu absolvieren. Die Ausbildungsdauer ist mit der in Deutschland vergleichbar.
Das Certificat d'aptitude professionnelle ist in Deutschland dem Gesellen- bzw. Facharbeiterbrief in der Regel gleichgestellt.

## Dänemark
Dänemark besitzt ebenfalls ein duales Ausbildungssystem. Die Finanzierung erfolgt über einen Ausbildungsfonds, von dem ausbildende Betriebe Geld erhalten und in den nicht ausbildende Betriebe einzahlen. 50 bis 70 Prozent der Ausbildung werden im Betrieb erbracht, dementsprechend 30 bis 50 Prozent in der Berufsschule. Dänemark hat etwa 120 Ausbildungsberufe.

## USA
In den USA ist die Berufsausbildung weniger formalisiert als in Deutschland. Nach Verlassen der High School bzw. des Colleges (siehe US-amerikanisches Schulsystem) folgt am Arbeitsplatz meist das on the job training (Lernen durch praktische Ausbildung).